# Divlji duvan
Divlji duvan (seoski duvan, seljački duvan, tabak divlji, divlji duvan, perdusia, prdosija, žutozelenkasti duvan; lat. Nicotiana rustica), jedna od sedamdesetak vrsta u rodu duvana. Raste kao jednogodišnja  biljka.
Domovina mu je Peru odakle se rasprostranio po Evropi, Aziji, Africi i delovima Severne Amerike.

## Opis
Seljački ili divlji duvan je godišnja zeljasta biljka koja doseže 40 do 60, retko 120 cm visine. Biljke su prekrivene ljepljivom dlakom. Peteljke su duge 5 do 15 cm, listovi su dugački od 10 do 30 cm, jajoliki, duguljasti do lanceolatni, membranski i srcoliki do zaobljeni u dnu lista.
Cvast je kompaktna, labavih stapki s mnogo cvetova, cvetovi se nalaze na cvetnim stabljikama od 3 do 7 mm. Čaška u obliku čaše dugačka je 7 do 12 mm, čašice su nepravilno trouglaste. Kruna je zelenkasto-žute boje, sastoji se od 5 latica koje su spojene u 1,2 do 2 cm dugu cev prečnika oko 4 mm. Na kraju cijevi, latice formiraju kratke, neupadljivo istaknute režnjeve. Prašnici su različite duljine. Kapsula sjemenki je gotovo kuglasta i ima prečnik od 1 - 1.6 cm. Semenke su smeđe i izdužene, duge oko 1 mm.
Broj hromozoma je 2n = 48.

## Upotreba
Divlji duvan izvorno se koristio u gornjoj regiji Amazone (Peru, Ekvador, Južna Kolumbija, zapadni Brazil) u okviru tradicionalne šamanske amazonske medicine "Vegetalismo" (španski: lečenje biljnim duhovima) i od strane mestičkih iscjelitelja .Tamo ima status svete biljke,te je čest sastojak ajahuaske ( obredno priređen i konzumiran jak dekokt od više psihoaktivnih biljaka). U regiji Amazone koristi se kao mapakho (ručno izrađen svitak nalik cigari), a rjeđe i kao duhan za lulu. U gornjoj regiji Amazone - kao i u zapadnoj Južnoj Americi - uobičajena je javna konzumacija ovog duhana . Nikada ga se ne koristi tek za stjecanje materijalne dobiti već isključivo u svrhu osobnog ili grupnog pročišćenja,te se uvijek koristi u prirodnom neprerađenom obliku,nikada umotan u papir i "oplemenjen" najrazličitijim kemikalijama.
Uzgoj Nicotiana rustice je u Evropi poznat od Tridesetogodišnjeg rata (1618. – 1648.), te su uzgojene i brojne sorte. Danas iste imaju važnost samo u Rusiji, Turskoj, Vijetnamu, nekim istočnoevropskim zemljama i u Južnoj Americi. Najpoznatiji evropski proizvod od ovog duvana je vrlo jaka ruska cigareta - tkz. Mahorka. Posebnost je izuzetno visok sadržaj nikotina u lišću (do 9 puta/po nekima do 20/više nego kod običnog duvana), zbog čega se duvanski proizvodi od divljeg duvana ne smeju prodavati u EU. Najbolje raste na peskovitom tlu s određenom količinom gline. Preporučuje se ponovna setva na istom mestu barem svake druge godine jer inače postoji opasnost da će kvaliteta duvana inače pasti. Listovi se čiste vrućom vodom, te se suše i usitne.Zbog izrazito visokog sadržaja nikotina može se koristiti i kao insekticid.

## Upotreba u narodnoj medicini
Svi delovi biljke sadrže nikotin koji je jak narkotik. Listovi su antispazmodični, katartični, emetički, imaju opojni i sedativni učinak. Oni se izvana koriste kao oblog i za ispiranje u liječenju reumatskih oteklina, kožnih bolesti i ubod škorpije .

## Hemijski sastav
Kao i druge vrste biljaka roda Nicotiana, svi delovi sadrže nikotin (u suvom lišću - 5-15%, kod pravog duvana samo do 2,88%), nornikotin, nikotein i anabazin, s izuzetkom zrelih semenki. Biljka takođe sadrži i harmin, harmalin i tetrahidroharmin, zbog čega ima enteogeni učinak i koristi se u šamanističkim praksama brojnih domorodačkih naroda u Južnoj Americi .
Suvi listovi sadrže 15-20% limunske kiseline.

## Dodatna literatura
- McKenna, Terence (јануар 1993). Food of the Gods: The Search for the Original Tree of Knowledge a Radical History of Plants, Drugs, and Human Evolution. Random House Publishing. ISBN 978-0-553-37130-7..
- Wilbert J. Tobacco and Shamanism in South America. — New Haven, Conn: Yale University Press, 1987.